# علی وکیلی‌راد
علی وکیلی راد یکی از قاتلان شاپور بختیار (آخرین نخست‌وزیر ایران پیش از پیروزی انقلاب ۱۳۵۷) است.
وکیلی‌راد در سال۱۳۷۰ در فرانسه به حبس ابد محکوم شد و در سال ۱۳۸۸ پس از گذراندن ۱۹ سال حبس، مشمول تقاضای عفو از حبس در فرانسه شد.

## شرح ماجرا مطابق کیفرخواست دادگاه فرانسه
در تاریخ هشتم مرداد هفتاد و یک علی‌وکیلی راد و محمد آزادی دو گذرنامه جعلی دریافت کردند و دو ماه بعد از سفارت فرانسه در تهران با گذرنامه جعلی تقاضای ویزا کردند. معرف آن‌ها به سفارت، محمد هندی مشاور بازرگانی شرکت سیفاکس بوده‌است. آن‌ها در استانبول اقامت گزیده و با دریافت دو گذرنامه جعلی ترکیه‌ای از سفارت سوییس درخواست ویزا کردند. با توجه به طولانی شدن زمان صدور ویزا و منقضی شدن ویزای فرانسه، آن‌ها با پاسپورت‌های واقعی خود دوباره از سفارت فرانسه، درخواست ویزا کردند. آن‌ها همچنین اقدام به دریافت ویزای جعلی سوییس برای گذرنامه‌های ترکیه‌ای کردند. آن‌ها پس از ورود به فرانسه مورد استقبال فریدون بویراحمدی قرار گرفته و در هتلی در پاریس مستقر شدند. در روز انجام جنایت، آن‌ها گذرنامه خود را به نگهبان درب منزل بختیار تحویل دادند و پس از انجام بازرسی بدنی وارد منزل بختیار شدند. بختیار و منشی‌اش را با کارد آشپزخانه‌ای که در منزل موجود بوده به قتل رسانند و سپس گذرنامه‌هایشان را تحویل گرفتند و از محل خارج شدند. موضوع قتل تا روز بعد فاش نمی‌شود. قاتلان به مرز سوییس مراجعه می‌کنند اما پلیس متوجه جعلی بودن ویزاها می‌شود و آن‌ها را به فرانسه برمی‌گرداند. آن‌ها پس از چهار روز به صورت غیرقانونی از مرز گذشتند و وارد سوییس شدند و در آنجا از هم جدا شدند. از سرنوشت محمد آزادی اطلاعی در دست نیست هر چند تماس‌های تلفنی او پس از این ماجرا با استانبول، توسط پلیس ترکیه ضبط شده و در اختیار دادگاه قرار گرفته‌است و حدس زده می‌شود که به ایران گریخته باشد. علی وکیلی‌راد اما به قراری که با رابط داشته دیر رسید و پس از چند روز دستگیر و به فرانسه بازگردانده شد. مسعود هندی (مدیر دفتر صدا و سیما در پاریس و مشاور بازرگانی سیفاکس) نیز دستگیر شد و اقرار کرد که درخواست ویزا را به توصیه فردی به نام حسین شیخ‌عطار انجام داده‌است.

## آزادی از زندان و واکنش‌ها
دادگاهی در فرانسه در حکمی به اخراج علی وکیلی‌راد از فرانسه رأی مثبت داد که این حکم به معنای آزادی او بود. این حکم تنها چند روز پس از آزادی کلوتیلد ریس شهروند فرانسوی زندانی در ایران صادر و علی وکیلی راد سه شنبه ۲۸ اردیبهشت ماه سال ۱۳۸۹ به تهران بازگشت.
برخی رسانه‌ها اعلام کرده‌اند که آزادی دو شهروند ایرانی و یک شهروند فرانسوی در هفته‌های اخیر، حاکی از توافق پشت پرده میان تهران و پاریس است. این در حالی است که مقام‌های ایران هرگونه توافق در زمینه آزادی شهروندان خود را تکذیب کرده‌اند. مبادله ریس و علی وکیلی‌راد مسئله‌ای بود که در ابتدا فرانسوی‌ها سخت با آن مخالفت می‌ورزیدند و حتی وقتی عبدالحی واد رئیس‌جمهور سنگال پس از سفر به ایران درخواست ایران برای انجام این مبادله را اعلام کرد وزیر امور خارجه فرانسه آن را شرم‌آور توصیف کرد.
وکیلی‌راد در تهران از سوی حسن قشقاوی، معاون وزیر خارجه جمهوری اسلامی و کاظم جلالی، عضو کمیسیون امنیت ملی مجلس، مورد استقبال قرار گرفت. در همین حال کاظم جلالی، از نمایندگان مجلس ایران که در این مراسم استقبال حضور داشت، وکیلی راد را یک «قهرمان ملی» دانست و گفت: «وکیلی راد دوران محکومیت خود را بیش از آنچه که باید باشد گذرانده‌است و بیگانگان نمی‌توانند منتی برای آزادی وی داشته باشند».